# پورومایسین
پورومایسین (به انگلیسی: Puromycin) یک ترکیب شیمیایی با شناسه پاب‌کم ۴۳۹۵۳۰ است. که جرم مولی آن ۴۷۱٫۵۰۹۵۶ g/mol می‌باشد. 